# Cryptococcus gattii
Cryptococcus gattii oder Cryptococcus neoformans var. gattii ist ein infektiöser Hefepilz, der vornehmlich in tropischen und subtropischen Klimaten vorkommt. Er ist assoziiert mit Bäumen (besonders Eukalyptusbäumen) und ein Erreger der Kryptokokkose, einer opportunistischen Infektion. Während eine durch Cryptococcus neoformans verursachte Kryptokokkose fast ausschließlich bei Patienten mit massiver Immunschwäche auftritt, vermag Cryptococcus gattii auch bei Menschen mit einem intakten Immunsystem die Erkrankung auszulösen.

## Auftreten und Mutationen
Im Jahr 1999 wurde er erstmals auf der west-kanadischen Insel Vancouver Island nachgewiesen. Zwischen 1999 und 2003 soll er sich an der Pazifikküste von Vancouver Island auf dem Festland in der Provinz British Columbia verbreitet haben. Ab dem Jahr 2005 wurde eine mutierte Variante, VGIIc, in den nordwestlichen US-Bundesstaaten Washington, Idaho und Oregon nachgewiesen. Im Nordwesten der USA wurde eine Variante mit erhöhter Letalität beobachtet. In Süd-Kalifornien wurde bei mehreren Patienten die Variante VGIII nachgewiesen.

## Virulenz
Der Pilz ist für immunschwache Patienten schon immer gefährlich gewesen: Die Letalitätsrate wird auch bei einer adäquaten antifungalen Therapie auf 10 bis 25 Prozent geschätzt. Die im Jahr 2010 neue Variante ist noch virulenter und kann auch gesunde Menschen sowie domestizierte Tiere über die Atemwege angreifen, wobei von infizierten Bäumen – Wirtspflanzen sind üblicherweise Eucalyptus camaldulensis und andere Eukalyptus-Spezies – stammende Sporen inhaliert werden. Die Kryptokokkose genannte Krankheit ist schwer zu diagnostizieren, lässt sich aber durch Antimykotika als Tabletten und Infusionen behandeln. Zu den Symptomen gehören wochenlanger Husten, Schmerzen in der Brust, Kurzatmigkeit, Fieberanfälle, Gewichtsverlust, Schweißausbrüche und Kopfschmerzen. Asymptomatisch bis mittelgradig symptomatisch Infizierte werden üblicherweise mit Fluconazol behandelt, bei schweren Verläufen wird liposomales Amphotericin B in Kombination mit Flucytosin angewendet.
Cryptococcus gattii befällt auch Haustiere wie Hunde, Katzen und Schafe, die unter Schleimbildung in der Nase sowie Atem- und Nervenschmerzen mit Beeinträchtigung der Lymphknoten leiden.
Möglicherweise durch Abholzung und Bauarbeiten gelangten die Sporen in den Pazifik, wo sie eine Bedrohung für Delfine und Seelöwen darstellen. Der erste Delfin in der Salish Sea (zwischen Vancouver Island und dem US-Bundesstaat Washington) könnte bereits 1997 dem Pilz zum Opfer gefallen sein.